# Candelaria (Atlántico)
Candelaria ist eine Gemeinde (municipio) in Kolumbien im Departamento Atlántico.

## Geografie
Candelaria liegt 60 km südlich von Barranquilla nahe der kolumbianischen Karibikküste auf einer Höhe von 8 m ü. NN. Die Jahresdurchschnittstemperatur beträgt 32 °C. Candelaria grenzt im Norden an Sabanalarga, im Süden an Campo de la Cruz, im Osten an Ponedera und im Westen an Manatí.

## Bevölkerung
Die Gemeinde Candelaria hat 17.714 Einwohner, von denen 12.749 im städtischen Teil (cabecera municipal) der Gemeinde leben (Stand: 2022).

## Geschichte
Candelaria wurde 1681 von den Brüdern Domingo und Manuel Caraballo gegründet, die Rinderzüchter waren. Der erste Name des Ortes war Corral de Piedra und später Tasajera. Den heutigen Namen erhielt Candelaria um 1800, nachdem ein spanischer Mönch ein Gnadenbild der Jungfrau von Candelaria in den Ort gebracht hatte.

## Wirtschaft
Die wichtigsten Wirtschaftszweige von Candelaria sind Landwirtschaft und Rinderproduktion.